# トルコ風ブルー・ロンド
「トルコ風ブルー・ロンド」（Blue Rondo à la Turk）は、デイブ・ブルーベックが作曲したジャズ曲である。デイヴ・ブルーベック・カルテットの1959年のアルバム『タイム・アウト』に収録された。
8分の9拍子で書かれた特徴的なリズムは、トルコのアクサクに影響を受けたものである。

## 解説
ブルーベックはトルコ滞在中に、トルコ人ミュージシャンが路上で演奏する珍しいリズムを耳にした。このリズムはどこから来たのかと尋ねると、ミュージシャンは「このリズムは我々にとってブルースと同じものだ」と答えた。「トルコ風ブルー・ロンド」というタイトルはこのエピソードに由来する。
この曲のタイトルは、「Rondo Alla Turca」として知られていたアマデウス・モーツァルトのピアノソナタ第11番第3楽章（日本ではトルコ行進曲として有名）をもじったものであるが、曲調との関連はない。
リズムは2+2+2+3の3小節と3+3+3の1小節が繰り返される加算リズムである。最小の時間単位を8分音符とすると、主なビートは以下のようになる。
お使いのブラウザーでは、音声再生がサポートされていません。音声ファイルをダウンロードをお試しください。

## メンバー
- デイヴ・ブルーベック - ピアノ
- ポール・デスモンド - アルトサックス
- ユージン・ライト - ベース
- ジョー・モレロ - ドラム

## 主なカバー
1968 - ナイス『ナイスの思想』
1982 - アル･ジャロウ『Breakin' Away』
1993 - エマーソン・レイク・アンド・パーマー『ライヴ・アット・ロイヤル・アルバート・ホール』